# Poricella lanceolata
Poricella lanceolata is een mosdiertjessoort uit de familie van de Arachnopusiidae. De wetenschappelijke naam van de soort is, als Tremogasterina lanceolata, voor het eerst geldig gepubliceerd in 1928 door Ferdinand Canu en Ray Smith Bassler.